# Philippe Ravoet
Philippe Ravoet (Leuven, 25 mei 1961) is een Belgisch filmmonteur. Hij studeerde in 1982 af aan het HRITCS, afdeling beeld-geluid-montage.
Hij is getrouwd en heeft 3 kinderen. 

## Filmografie
- Niet Schieten (2018)
- Het tweede gelaat (2017)
- Sprakeloos (2017)
- De premier (2016)
- Achter de wolken (2016)
- Schone handen (2015)
- Brabançonne (2014)
- De behandeling (2014)
- Marina (2013)
- Frits & Franky (2013)
- Het vonnis (2013)
- Achtste-groepers huilen niet (2012)
- Tot altijd (2012)
- Swooni (2011)
- Hasta la vista (2011)
- Loft (2010, NL)
- Zot van A. (2010)
- Smoorverliefd (2010)
- Dossier K. (2009)
- Meisjes (2009)
- Soeur Sourire (2009)
- Limo (2009)
- Loft (2008, VL)
- Los (2008)
- Vermist (3 afleveringen, 2008)
- Matroesjka's 2 (2008)
- Ben X (2007)
- Dennis P. (2007)
- Firmin (2007)
- Windkracht 10: Koksijde Rescue (2006)
- Vidange Perdue (2006)
- De gek op de heuvel (2006)
- Dennis van Rita (2006)
- Buitenspel (2005)
- Entre ses mains (2005)
- WaWa (2005)
- Die Bluthochzeit (2005)
- Matroesjka's (10 afleveringen, 2005)
- Le regard (2005)
- Confituur (2004)
- Plop en de toverstaf (2003)
- De zaak Alzheimer (2003)
- Khorma, enfant du cimetière (2002)
- Alias (2002)
- Dennis (1 aflevering, 2002)
- Pauline & Paulette (2001)
- Odmazda (2001)
- Le bal des pantins (2001)
- Mister Nice Guy (kortfilm, 2001)
- Le roi danse (2000)
- Shades (1999)
- De kabouterschat (1999)
- The Room (kortfilm, 1999)
- Louise et les marchés (1998)
- Dief! (1998)
- Lange Nacht (kortfilm, 1998)
- Altijd zomer (kortfilm, 1998)
- Diamant (1997)
- She Good Fighter (1995)
- Chiens errants (kortfilm, 1995)
- Scherzi d'angelo (kortfilm, 1994)
- De zevende hemel (1993)
- Ad Fundum (1993)
- Coup de foudre (kortfilm, 1992)
- Yuppies (kortfilm, 1991)
- Boys (1991/I)
- A Helping Hand (kortfilm, 1989)
- Les mémés cannibales (1988)

## Prijzen
- In 2008 werd aan Ravoet een RITS Alumni Award uitgereikt.
- In 2012 kreeg Ravoet op het filmfestival van Oostende de eerste Ensor Award voor beste montage. Dit was voor de montage van de film Tot altijd.